# لوئی بریل
لوئی برَیْ (به فرانسوی: Louis Braille)؛ (۴ ژانویه ۱۸۰۹ – ۶ ژانویه ۱۸۵۲) مربی و معلم اهل فرانسه و مخترع یک سیستم خواندن و نوشتن برای استفاده نابینایان بود. سیستم او با نام خط بریل به‌طور گسترده‌ای در دنیا توسط نابینایان برای خواندن و نوشتن استفاده می‌شود.

## نابینایی
لوئی بریل در سال ۱۸۰۹ در دهکده کوچکی در نزدیکی پاریس به دنیا آمد. پدرش زین‌ساز بود و لوئیس هم از همان کودکی دوست داشت مثل پدرش باشد، اما سه ساله بود که به دلیل فرورفتن درفش سوزنی[نوعی ابزار کار شبیه پیچ گوشتی با سر سوزنی] به هنگام بازی در کارگاه پدرش چشمش آسیب دید. نخست کم بینا و سپس از هر دو چشم نابینا شد.
لوئی هیچ‌وقت پیامدهای ناشی از این حادثه را قبول نکرد و همیشه معتقد بود که او هم می‌تواند مثل هر انسان عادی دیگری زندگی کند. او با کمک و راهنمایی یک کشیش محلی آرام آرام به سوی تحصیل سوق داده شد و تصمیم گرفت برای فراگیری خواندن و نوشتن خانه و خانواده‌اش را ترک کند و به مؤسسه نابینایان پاریس برود.

## اختراع خط بریل
خواندن و نوشتن با حروف برجسته برای نابینایان بسیار مشکل و وقت گیر بود و از همان ابتدا لوئی به صورت شبانه‌روزی تلاش می‌کرد که سیستم خواندن و نوشتنی درست کند که قابل دسترسی برای تمام نابینایان باشد و سرانجام در سن ۱۵ سالگی با الهام از تاسی که یادگار پدرش بود و با اصلاح و مناسب سازی خط ابداعی یک نظامی فرانسوی(کاپیتان شارل باربیه)توانست الفبای شش نقطه‌ای خود را اختراع کند که موسوم به خط بریل گشت.
ابداع لوئی نخست با مخالفت مسؤولین مدرسه نابینایان پاریس روبرو شد و به خاطر سخت‌گیری‌های مقامات دولتی اختراع بریل تأیید نشد و بودجه‌ای به آن تعلق نگرفت. با این حال لوئی تسلیم نشد و به راه خود برای آموزش خواندن و نوشتن به نابینایان و همچنین تبدیل کتاب‌ها به خط ابداعی خودش ادامه داد. اما بعدها با یاری معاون مدرسه خط بریل به‌طور رسمی به جهان معرفی گردید.
لوئی در سن بیست سالگی به عنوان معلم در مؤسسه نابینایان پاریس شروع به کار کرد و شاگردان مؤسسه همگی به فراگیری خواندن و نوشتن با استفاده از خط ابداعی لوئیس بریل پرداختند. خطی که امروزه در سرتاسر دنیا به عنوان خط بریل شناخته شده‌است.
لوئی بریل خط خودش را به نگارش نت موسیقی و ریاضیات هم بسط داد و در کنار فعالیت‌هاش در مؤسسه نابینایان موسیقی‌دان قابلی هم شد که در کلیساهای پاریس در روزهای یکشنبه به نواختن ارگ می‌پرداخت. او درضمن نوازنده ویولنسل خیلی خوبی هم بود.

## بیماری و مرگ
لوئی بریل در میانه راه زندگی با بیماری سل روبرو شد که به خاطر شرایط بد زندگی در مؤسسه نابینایان بود و سر انجام او در ۴۳ سالگی، در ۶ ژانویه ۱۸۵۲ میلادی در پاریس چشم از جهان فروبست.
لوئی بریل عمر کوتاه اما بسیار پرثمری داشت و با اختراع خودش زندگی میلیون‌ها انسان در سرتاسر دنیا را عوض کرد. خط ابداعی بریل بیش از شصت سال بعد از مرگش به عنوان خط رسمی نابینایان شناخته شد؛ و پس از گذشت صد سال از زمان مرگش اختراع بریل از طرف دولت فرانسه به رسمیت شناخته شد و جسد وی از دهکده‌اش به پانتئون، آرامگاه بزرگ مردان تاریخ فرانسه انتقال داده شد و در کنار بزرگانی همچون ولتر، ویکتور هوگو، امیل زولا و دیگر بزرگان به خاک سپرده شد.

## نگارخانه

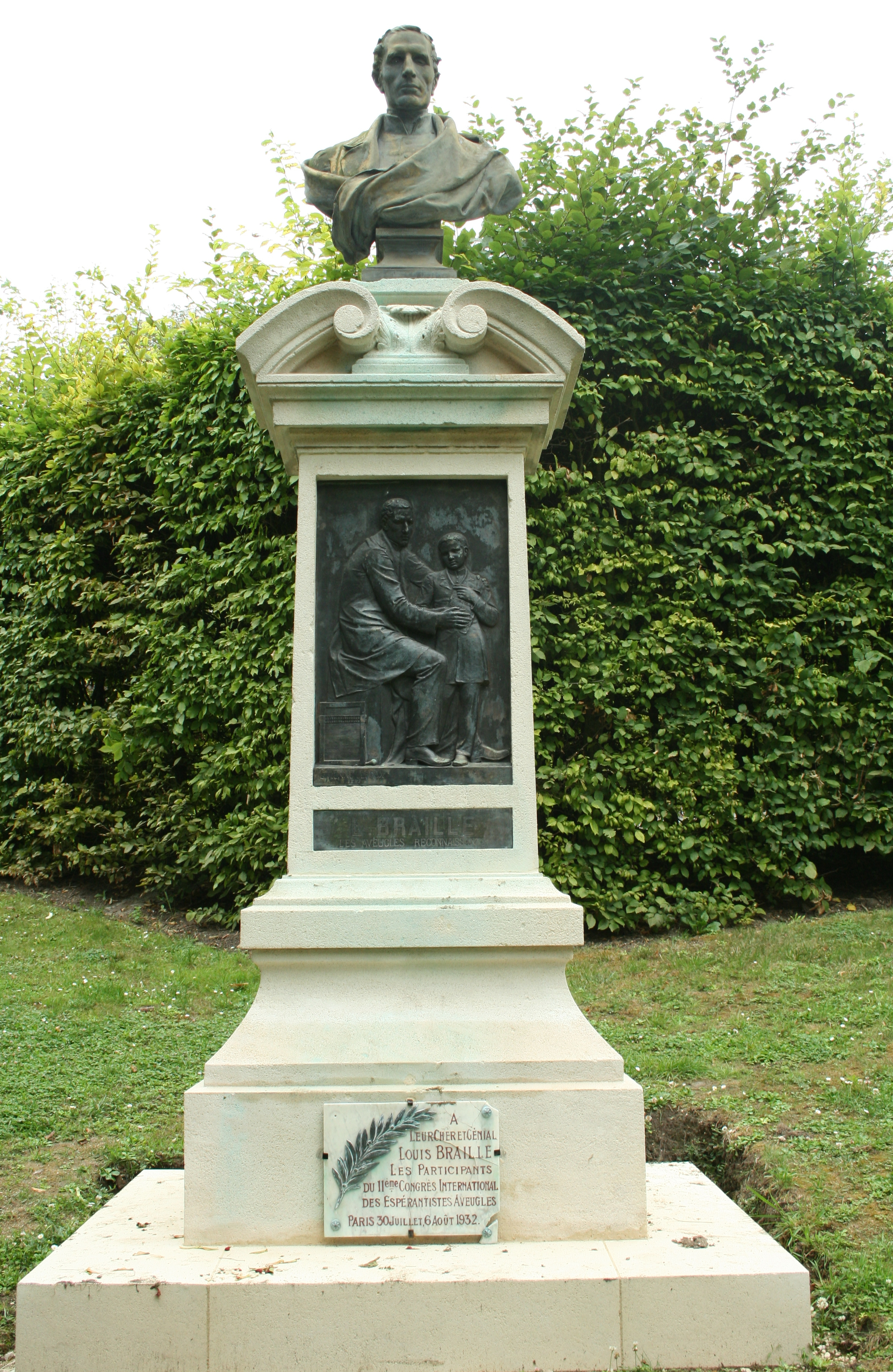
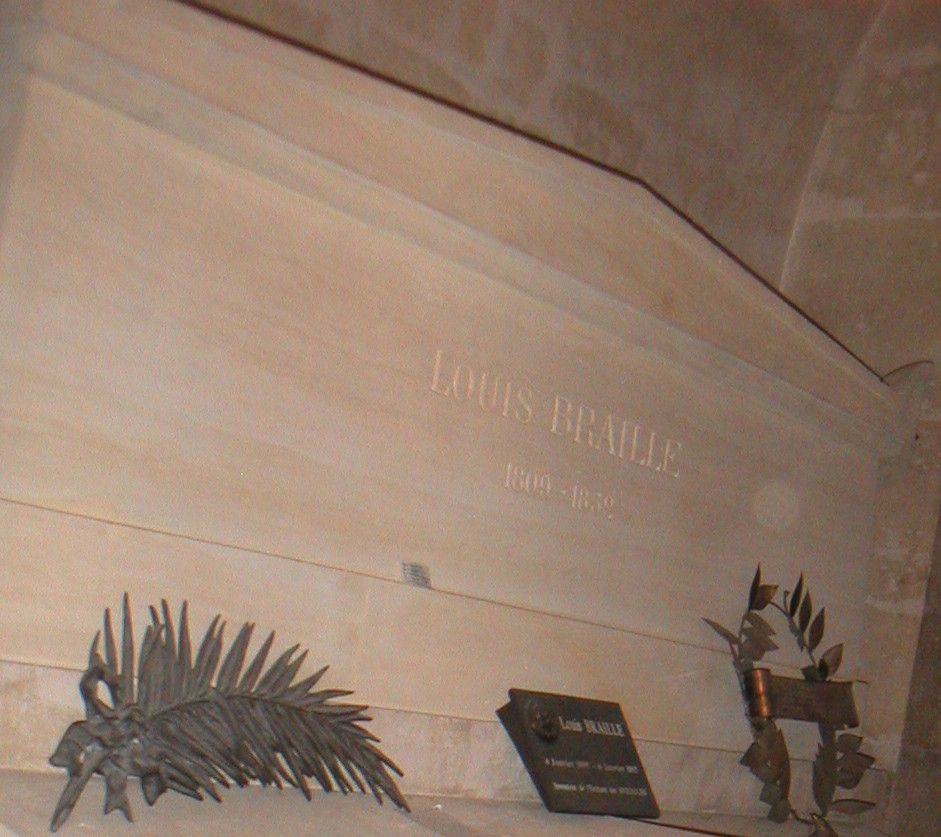